# Palazzo Ducale, Urbino
 Palazzo Ducale  ali Vojvodska palača  je renesančna stavba v italijanskem mestu Urbino v pokrajini Marke. Eden najpomembnejših spomenikov v Italiji, je od leta 1998 na seznamu Unescove svetovne dediščine.

## Zgodovina
Gradnja sedanje palače je povezana s starejšo palačo grofov Urbinskih na območju sedanjega severnega trakta, katerega obzidje je ohranjeno. Ta starejša palača verjetno izvira iz poznega 14. stoletja.
Obnova pod grofom Federico da Montefeltro se je začela leta 1454 s krilom na vzhodni strani, tako imenovanim Palazetto della Jole. Krilo je sestavljalo pet sob v pritličju in trisobno veličastno stanovanje v zgornjem nadstropju. Delo se je nadaljevalo do leta 1460. Takrat je bilo grofovo stanovanje še na zahodnem koncu starega severnega trakta.
Šele leta 1463 so se lahko lotili nadaljnjih kril. Do leta 1465 so nastale sobe na južni in zahodni strani velikega notranjega dvorišča, ki takrat še ni imela znamenitih arkad.
Leta 1466 je grofu uspelo pridobiti arhitekta Luciano Laurana kot gradbenega mojstra. Prvotno je prišel iz Dalmacije in je verjetno že prej deloval v Mantovi na dvoru d'Estejev in je v Firencah spoznal Brunelleschijevo antično arhitekturo. Laurana je oblikoval stebraste arkade pravokotnega notranjega dvorišča in zahodno fasado z dvema okroglima stolpoma in ložo vmes. Ko je Laurana leta 1472 odšel, je bila lupina palače večinoma popolna; manjkalo pa je še veliko podrobnosti notranje opreme. V okviru preureditve je nastalo tudi novo stanovanje za Federica, ki se ga lahko doživi še danes. Čeprav je bil na istem mestu kot prej, je imel za pročeljem stolpa dodatne majhne prostore, med njimi tudi znameniti Studiolo.
Po odhodu Laurana je delo verjetno vodil Francesco di Giorgio Martini iz leta 1476, ki je bil v glavnem odgovoren za notranjo opremo vojvodovih stanovanj. Portale in okenske okvirje je izdelal Milančan Ambrogio Barocci, ki je okrasil tudi notranjost. V visokih, popolnoma ometanih prostorih izstopajo okrašena vrata, kamini in frizi Baroccija, Rosselija in njihovih delavnic. Po smrti vojvode Federika (1482) je gradnja ostala delno nedokončana. Drugo nadstropje je v prvi polovici naslednjega stoletja dozidal Girolamo Genga, ki je nadomestil bitko.
Palača je ostala vladna stavba vse do 20. stoletja, v njej so bili občinski arhivi in uradi ter javne zbirke starodavnih napisov in skulptur: Galleria Nazionale delle Marche. Obnovitve, ki so bile dokončane leta 1985, so odprle tudi obsežne podzemne prostore za javnost.
Palača je znana tudi po tem, da je prizorišče izmišljenih pogovorov o sodnem življenju, ki jih je Baldassare Castiglione postavil v Dvorano nočnih straž v svojem delu Il Cortegiano (1507).

## Studioloin kapeli dvojčici
V vojvodski palači je bilo več prostorov, ki odražajo Federicovo predanost klasičnim in humanističnim študijem in so služili njegovi vsakdanji rutini, ki je vključevala obisk palačnega  lararuma (domače svetišče) in branje grške literature. Ti učeni in izrecno poganski dotiki so bili netipični za srednjeveško palačo.

### Studiolo
Osrednji element tega tlorisa je studiolo (majhna delovna soba ali kabinet za premišljevanje), soba velikosti le 3,60 x 3,35 m, obrnjena stran od mesta Urbino in proti vojvodovim podeželskim posestim. Njegovo čudovito delo v intarziji, ki obkroža stanovalca v sobi trompe l'oeil policami, klopmi in napol odprtimi rešetkastimi vrati s simboličnimi predmeti, ki predstavljajo svobodne umetnosti, je edini najbolj znan primer te italijanske obrti. Na klopeh so glasbeni inštrumenti, na policah pa so predstavljene knjige in glasbene partiture, znanstveni instrumenti (vključno z astrolabom in armilarno sfero), delovna oprema (vključno s pisalno mizo in peščeno uro), orožje in oklep ter različni drugi predmeti ( npr. papagaji v kletkah in mazzocchio).
V studiolu so tudi ikonične upodobitve več oseb, tako sodobnih kot zgodovinskih. Na ploščah intarzije so upodobljeni kipi Federica v znanstveni obleki in Vera, Upanje in Ljubezen. Nad panoji intarzije so portreti velikih avtorjev Justusa van Genta  (s predelavo Pedra Berrugueteja):
| Severna stena          | Severna stena  | Severna stena       | Severna stena |
| ---------------------- | -------------- | ------------------- | ------------- |
| Platon                 | Aristotel      | Ptolemaj            | Boetij        |
| sv. Gregor Veliki      | Sveti Hieronim | sv. Ambrož          | sv. Avguštin  |
| Zahodna stena          | Zahodna stena  | Vzhodna stena       | Vzhodna stena |
| Pietro d'Abano         | Petrarka       | Mojzes              | Cicero        |
| Hipokrat               | Dante          | Salomon             | Seneca mlajši |
| okno                   | okno           | Tomaž Akvinski      | Homer         |
| okno                   | okno           | Janez Duns Skot     | Virgilij      |
| Južna stena            |                |                     |               |
| papež Sikst IV.        | Albert Veliki  | Ivan Bessarion      | papež Pij II. |
| Bartol de Saksoferrato | Solon          | Vittorino da Feltre | Evklid        |

Zgornji register (prikazan v zunanjih vrstah in stolpcih diagrama) predstavlja klasične in humanistične pisce, v nasprotju z verskimi osebnostmi (na splošno) spodnjega registra (znotraj).

### Kapela Odveze in tempelj Muz
Po stopnišču navzdol od studiola sta dvojčka kapelic, ena krščanska in ena poganska. Preddverje, ki vodi do njiju, poudarja njihovo komplementarnost s tem vpisanim elegičnim kupletom:
| Bina vides parvo discrimine iuncta sacella: altera pars musis, altera sacra deo est. | Vidite par kapelic, združenih z majhno ločnico:: en del je svet za muze, drugi pa za Boga. |

V templju muz, ki je bil morda uporabljen kot osebni atelje Federicovega sina Guidobalda, so bile prvotno predstavljene slike muz kot treznih glasbenikov, ki so morda delo Giovannija Santija.

## Galleria Nazionale delle Marche
Galleria Nazionale delle Marche (Narodna galerija Marke), ki se nahaja v palači, je ena najpomembnejših zbirk renesančne umetnosti na svetu. Vključuje pomembna dela umetnikov, kot so Rafael, Van Wassenhove (Zadnja večerja s portreti družine Montefeltro in dvora), Melozzo da Forlì, Piero della Francesca (s slavnim Bičanjem), Paolo Uccello, Timoteo Viti in drugi umetniki 15. stoletja, pa tudi pozno Tizianovo Vstajenje.

### Izbrani poudarki
- Attributed to Piero della Francesca
Ideal City, 60 x 200 cm

- Rafael
La Muta, 64 x 48 cm
- Piero della Francesca
Bičanje Kristusa, 59 x 82 cm.
- Piero della Francesca
Madonna di Senigallia, 61 x 53 cm.
- Tizian
Vnebohod, 163 x 104 cm
- Justus van Gent 
Institucija evharistije, 331 x 335 cm.
- Tizian
Zadnja večerja, 163 x 104 cm.
- Orazio Gentileschi
Vizija sv. Francesca Romana
- Paolo Uccello
Čudež oskrunjene hostije (Scena 2), 43 x 58 cm
- Luca Signorelli
Križanje, 144 x 89 cm.
- Paolo Uccello
Čudež oskrunjene hostije (Scena 4), 43 x 58 cm
- Federico Barocci
Devica in otrok s svetniki, 283 x 190 cm.
- Paolo Uccello
Čudež oskrunjene hostije (Scena 6), 43 x 58 cm